# Condylostylus occidentalis
Condylostylus occidentalis är en tvåvingeart som först beskrevs av Jacques-Marie-Frangile Bigot 1888.  Condylostylus occidentalis ingår i släktet Condylostylus och familjen styltflugor. Inga underarter finns listade i Catalogue of Life.